# Chiesa di Ognissanti (chiesa cattolica di Roma)
La chiesa di Ognissanti è un luogo di culto cattolico di Roma, situato nel quartiere Appio-Latino, lungo la via Appia Nuova, nei pressi di piazza Re di Roma; è sede dell'omonima parrocchia affidata ai figli della Divina Provvidenza.Nel 7 marzo 1965, in questa parrocchia venne celebrata da Papa Paolo VI la prima messa in lingua italiana. Fu un momento storico, che segnò il passaggio dalla lingua latina, utilizzata per le celebrazioni liturgiche, alle lingue nazionali, in linea con le indicazioni del Concilio Vaticano II. Unica chiesa fondata direttamente dal suo fondatore San Luigi Orione.
Sulla chiesa insiste la diaconia di Ognissanti in Via Appia Nuova, istituita da papa Paolo VI nel 1969.

## Storia
Luigi Orione, nel 1908, ricevette da parte di papa Pio X il compito di evangelizzare la zona fuori Porta San Giovanni, allora molto povera. Il sacerdote vi costruì, come centro della vita pastorale, una piccola cappella dedicata a Tutti i Santi, che poi, per il crescente numero di fedeli, venne sostituita da un più ampio complesso parrocchiale.
La costruzione della chiesa ebbe inizio il 29 giugno 1914, quando, alla presenza del cardinale vicario Basilio Pompilj, ebbe logo la posa della prima pietra del nuovo edificio, progettato da Tullio Passarelli e Camillo Karl Schneider. I lavori proseguirono fino alla prima guerra mondiale, quando vennero interrotti per riprendere alla fine del conflitto; la chiesa venne terminata nel 1920 e, il 31 ottobre dello stesso anno, consacrata da Giuseppe Palica, arcivescovo vicegerente. Il 29 giugno 1927, alla presenza dello stesso cardinale vicario, venne benedetto il concerto di cinque campane, collocato nel campanile.
La chiesa venne eretta a parrocchia da papa Benedetto XV con la bolla Nihil Sedi Apostolicae il 4 novembre 1919, desumendo parte del territorio della parrocchia di San Giovanni in Laterano; i nuovi confini vennero stabiliti dal cardinale vicario Francesco Marchetti Selvaggiani con il decreto Donec nova constituatur Paroecia il 16 gennaio 1934.
Negli anni successivi alla costruzione, la chiesa venne sottoposta a una serie di restauri. Il più importante fu quello che andò dal 1985 al 1991 e che interessò l'area presbiterale: in tale occasione, vennero rimossi gli arredi installati durante un rifacimento del 1975 e ne vennero realizzati di nuovi, in stile moderno.
Il 7 marzo 1965, papa Paolo VI si recò in visita pastorale alla parrocchia e celebrò per la prima volta la messa in lingua italiana, utilizzando la prima versione postconciliare del rito romano, che prevedeva l'utilizzo della lingua volgare solo in determinate parti, riservando quella latina alle altre (tra le quali il Canone).
 
La parrocchia ha anche ricevuto la visita di papa Giovanni Paolo II (3 marzo 1991) e di papa Francesco (7 marzo 2015, in occasione del cinquantesimo anniversario dalla celebrazione di Paolo VI).

Angelo Giuseppe Roncalli, che nel 1958 sarebbe divenuto papa col nome di Giovanni XXIII, visitò la chiesa e il complesso parrocchiale privatamente, quando era ancora sacerdote, il 28 marzo 1921.

## Descrizione
L'esterno della chiesa è caratterizzato dalla facciata a salienti, che - come il resto dell'edificio - presenta un paramento murario in mattoncini rossi. Nella parte superiore, in corrispondenza della navata centrale, si apre un'ampia trifora, inscritta all'interno di un arco a tutto sesto; in quella inferiore, invece, vi sono tre portali, ciascuno dei quali è sormontato da una lunetta decorata con un bassorilievo marmoreo, quello di centro raffigurante la Gloria di Maria, quelli laterali due Angeli.

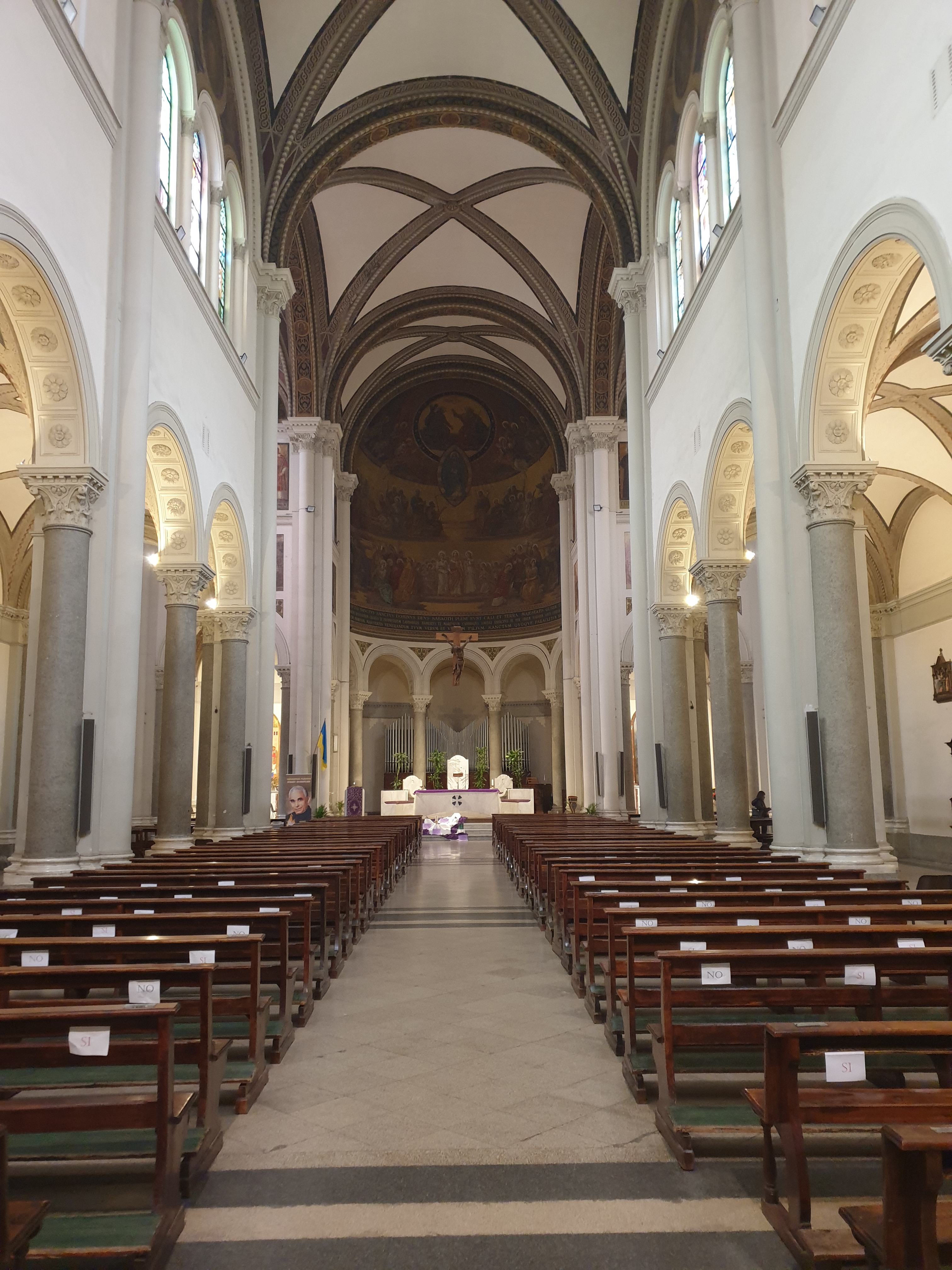
Interno

L'interno è a croce latina, con transetto poco sporgente e aula divisa in tre navate da due file di arcate a tutto sesto poggianti su colonne alternate a pilastri in granito, con soffitto a volte a crociera. Nella navata di destra è collocato un gruppo marmoreo, donato da Pio XI, raffigurante la Pietà; sopra è murata una targa che ricorda che in questa chiesa Paolo VI celebrò per la prima volta la messa in lingua italiana, dopo la riforma liturgica del concilio Vaticano II.
Nella navata centrale vi sono finestre con vetrate raffiguranti diversi santi, tra cui Giovanni Bosco; nella controfacciata tre vetrate, che rappresentano Maria Immacolata apparsa a Lourdes (con il rosario in mano) e ai suoi lati i santi Pio X (amico personale del fondatore degli orionini e grande benefattore dell'ordine) e don Orione. Altri santi - tra cui Filippo Neri e il martire Lorenzo - sono raffigurati, in affresco, nelle cappelle con cui terminano le navate laterali.
La navata centrale termina, oltre il transetto, con l'abside semicircolare, coronata da un deambulatorio all'interno del quale si trova l'organo a canne, costruito nel 1965 dalla ditta Pinchi (a trasmissione elettrica con sistema multiplo, dispone di 18 registri su due manuali e pedale); la parte superiore e il catino sono decorati con un mosaico raffigurante la Trinità, Maria Immacolata e Tutti i Santi, di Silvio Galimberti (1920).